# Айгуабіба
Айгуабіба — село в Іспанії, у складі автономної спільноти Каталонія, у провінції Жирона. Муніципалітет займає площу 13,92 км2, а населення у 2014 році становило 783 

## Населення
| 1900 рік | 1930 рік | 1950 рік | 1970 рік | 1981 рік | 1986 рік | 2006 рік | 2008 рік | 2011 рік |
| -------- | -------- | -------- | -------- | -------- | -------- | -------- | -------- | -------- |
| 560      | 679      | 635      | 472      | 330      | 358      | 594      | 678      | 754      |

## Пам'ятки
- Església de Sant Joan (церква Св. Іоанна), готичний стиль з елементами неокласицизму.
- Каплиця Св. Марії Віладемані, романський стиль.
- Будинок тамплієрів.

## Економіка
Економіка зосереджена переважно на посушливому землеробстві та скотарстві. Раніше було декілька плиткових фабрик, але зараз вони зникли.